# 番平守
番平 守（ばんだいら まもる、1969年1月18日 - ）は、日本のバレーボール指導者。

## 経歴
GAORAのVプレミアリーグ中継では解説者を務める。
2025年、芦屋大学監督を退任。

## 選手歴
- 東大阪市立荒川小学校
- 東大阪市立俊徳中学校
- 大阪商大附高
- 東亜大学[3]

## 指導歴
- ダイエー・オレンジアタッカーズ コーチ[4]（1991年 - 2000年）
- 久光製薬スプリングス コーチ[3]（2000年 - 2005年）
- バレーボール日本女子代表 コーチ（2005年 - 2008年）
- 興国生命ピンクスパイダーズ コーチ（2009年 - 2010年）
- 興国生命ピンクスパイダーズ 監督（2010年 - 2011年）
- 芦屋大学 スポーツ教育センター客員教授及び女子バレーボール部監督[5]（2011年 - 2025年）
- 京都橘大学 監督（2025年-）